# Gare de Plancoët

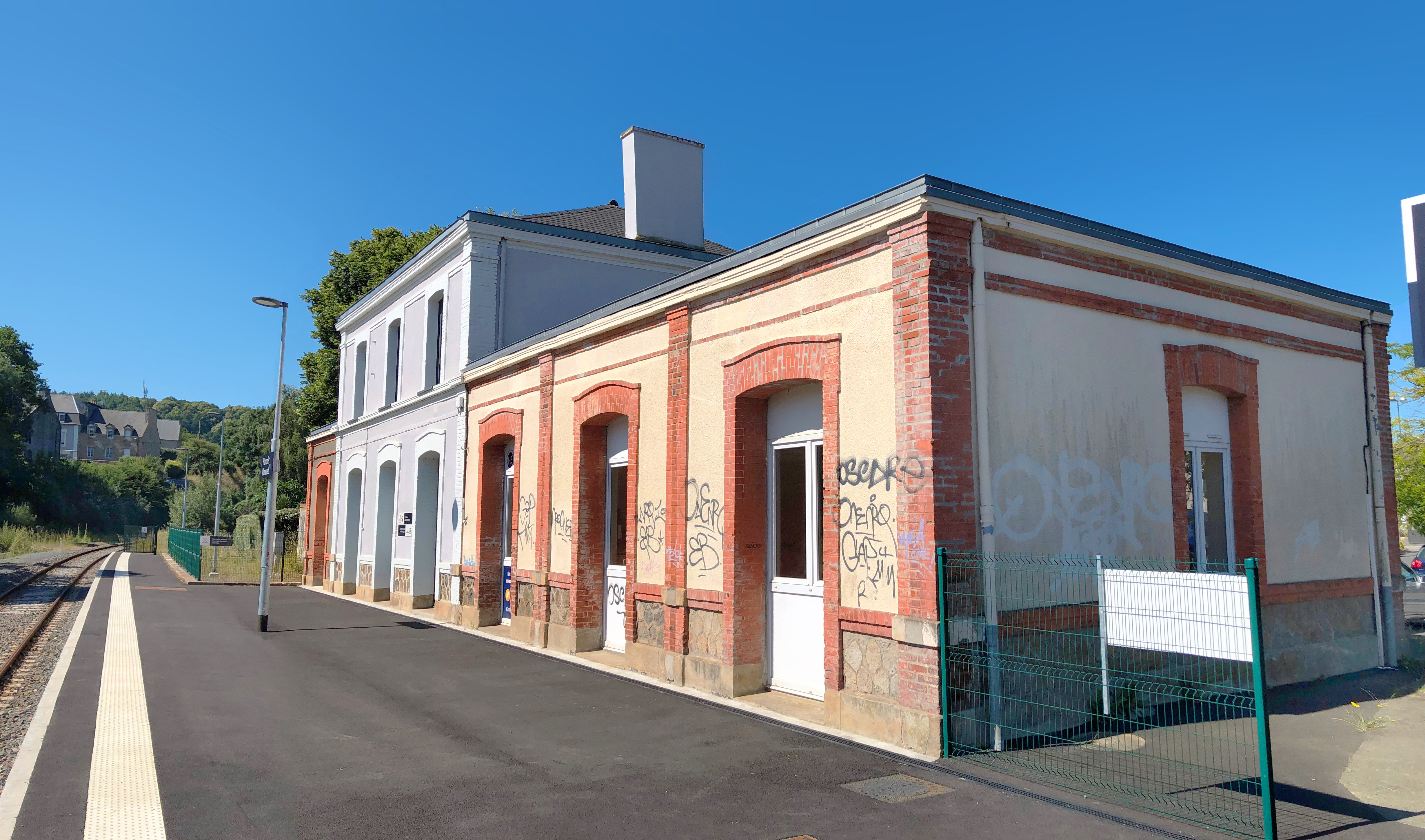
Le quai de la gare de Plancoët.

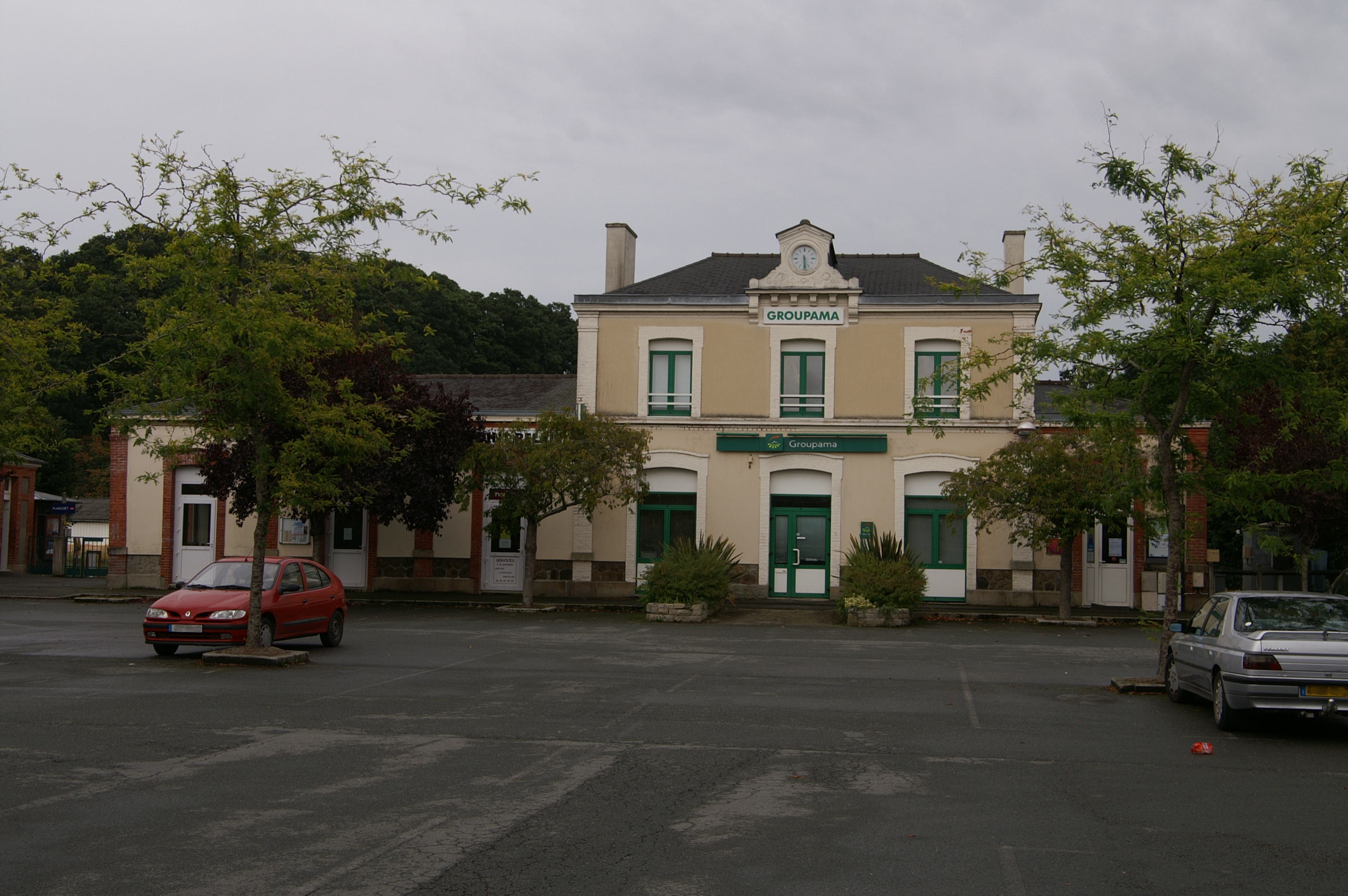
L'ancienne gare de Plancoët en septembre 2011, avant sa rénovation.

La gare de Plancoët est une gare ferroviaire française de la ligne de Lison à Lamballe, située sur le territoire de la commune de Plancoët, dans le département des Côtes-d'Armor en région Bretagne.
Elle est mise en service en 1879, par la Compagnie des chemins de fer de l'Ouest. C'est une halte ferroviaire de la Société nationale des chemins de fer français (SNCF), desservie par des trains TER Bretagne.

## Situation ferroviaire
Établie à 8 m d'altitude, la gare de Plancoët est située au point kilométrique (PK) 183,131 de la ligne de Lison à Lamballe, entre les gares de Corseul - Languenan et de Landébia.

## Histoire
La section à voie unique de la gare de Dol-de-Bretagne à la gare de Lamballe, sur laquelle se situe la gare de Plancoët, est mise en service le 29 décembre 1879 par la Compagnie des chemins de fer de l'Ouest.

## Fréquentation
De 2015 à 2023, selon les estimations de la SNCF, la fréquentation annuelle de la gare s'élève aux nombres indiqués dans le tableau ci-dessous.
| Année     | 2015   | 2016   | 2017   | 2018   | 2019   | 2020  | 2021   | 2022   | 2023   |
| --------- | ------ | ------ | ------ | ------ | ------ | ----- | ------ | ------ | ------ |
| Voyageurs | 18 489 | 18 095 | 16 243 | 11 125 | 11 118 | 8 772 | 12 104 | 13 965 | 13 206 |

## Service des voyageurs

### Accueil
Une boutique SNCF, située place de la Gare, est ouverte en semaine. La halte SNCF, point d'arrêt non géré (PANG), dispose de panneaux d'informations et d'abris de quais.

### Desserte
Plancoët est desservie par des trains TER Bretagne circulant entre les gares de Dinan et de Saint-Brieuc (ligne TER no 24). Certains sont prolongés au-delà de Dinan, vers Dol-de-Bretagne.

### Intermodalité
Un parking pour les véhicules est aménagé.
La gare est desservie par la ligne 13 du réseau régional BreizhGo.